# Reginald Jeeves
Reginald Jeeves ist eine fiktive Figur des britisch-amerikanischen Schriftstellers P. G. Wodehouse (1881–1975), die in Kurzgeschichten und Romanen eine Rolle spielt, die Wodehouse zwischen 1917 und 1974 verfasste. Der fast immer nur mit dem Nachnamen angesprochene Jeeves ist, anders als häufig vermutet, kein Butler, sondern als personifizierter „gentleman's personal gentleman“ der Kammerdiener (engl. valet) des wohlhabenden Bertie Wooster. Während ein Butler dem Haushalt seines Arbeitgebers vorsteht, dient ein Kammerdiener seinem Arbeitgeber persönlich und zeichnet sich dadurch durch ein besonders enges Verhältnis zu seinem Dienstherren aus. Nichtsdestoweniger leiht Bertram Wooster Jeeves in verschiedenen Kurzgeschichten und Romanen als Butler aus und hält deswegen fest, dass, „wenn der Ruf ergeht, er ebenso gut auch butlern kann.“
Einige der Romane, in denen Jeeves Protagonist ist, gelten als Klassiker des britischen Humors. Robert McCrum führt Ohne mich, Jeeves! in der im Guardian veröffentlichen Liste der 100 besten englischsprachigen Romane auf. 2015 wählten 82 internationale Literaturkritiker und -wissenschaftler Alter Adel rostet nicht zu einem der bedeutendsten britischen Romane. John le Carré dagegen hat in einem 1996 veröffentlichten Zeitungsartikel festgehalten, dass jede Büchersammlung ein wohlgelesenes Exemplar von Dann eben nicht, Jeeves enthalten müsse.
Wodehouse-Romane, in denen Jeeves neben Bertie Wooster Protagonist ist, wurden mehrfach für Film, Fernsehen und Funk adaptiert. Zu den bekanntesten Jeeves-Darstellern zählen Arthur Treacher und Stephen Fry. Handlungsmotive aus Wodehouse-Romanen sind außerdem Basis für das 1975 uraufgeführte Musical By Jeeves, für das Andrew Lloyd Webber die Musik schrieb.

## Jeeves als Romanfigur
Abgesehen von der Kurzgeschichte „Bertie Changes His Mind“, die aus der Perspektive von Jeeves erzählt wird, werden die Handlungen aller Erzählungen von Bertie in der Ich-Form berichtet. Mehr als fünfzig Jahre lang hat Jeeves von seinem Schöpfer keinen Vornamen bekommen. Erst in dem späten Roman Much Obliged, Jeeves (1971), beschreibt Bertram Wooster, wie er den Vornamen seines Dieners erfuhr: „Hallo Reggie,“ sagte er, und ich erstarrte in meinem Sessel, völlig überwältigt von der Offenbarung, daß Jeeves Vorname Reginald war …
Im Kanon der Wodehouse-Bücher gibt es nur ein einziges Buch, in dem Bertram ohne Jeeves auskommen muss: „Ring for Jeeves“ dokumentiert jene Zeit, als Jeeves an den 9. Earl of Rowchester verliehen ist, während Bertram einen Kurs besucht, in dem reiche Müßiggänger Selbstgenügsamkeit für den Fall sozialer Unruhen erlernen können.
Auch wenn P. G. Wodehouse mehr als ein halbes Jahrhundert Geschichten um diese beiden Figuren schrieb, altern sie nicht. Auch die Zeitperiode, in der die Handlungen spielt, ist nicht genau definiert: In einem Artikel für das Sunday Times Magazine im Jahre 1961 schrieb Evelyn Waugh, dass die Figuren von Wodehouse nicht Figuren des Edwardischen Zeitalters wären, wie häufig behauptet, sondern reine Fantasie-Gestalten seien, die in einer Fantasiewelt von unverdorben paradiesischer Unschuld lebten. Die Romanhandlungen nehmen ihren Anfang häufig im Londoner Appartement von Bertie, finden ihre Fortsetzung dann aber auf verschiedenen englischen Landsitzen wie Brinkley Court oder Totleigh Towers. Gelegentlich sind jedoch auch New York sowie einige andere Orte der Vereinigten Staaten Handlungsort. Darin reflektiert sich auch, dass Wodehouse einen großen Teil seines Lebens in den USA verbrachte.

## Beruflicher Werdegang
Jeeves' erste Anstellung war diejenige eines Pagen in einer Mädchenschule; danach hatte er mindestens elf andere Arbeitgeber. Bekannt sind Lord Worplesdon, den er nach einem Jahr wegen dessen inakzeptabler Abendgarderobe wieder verließ, sowie Digby Thistleton (später Lord Bridgenorth), der ein Haarwasser verkaufte; Montague Todd, ein Finanzier, der zu dem Zeitpunkt, als Jeeves ihn gegenüber Bertram erwähnte, gerade sein zweites Jahr im Gefängnis absaß; Lord Brancaster, der seinen Papagei mit portweingetränkten Körnerkeksen fütterte; Lord Frederick Ranelagh, der in Monte Carlo durch den wiederholt auftauchenden Gangster Soapy Sid betrogen worden war. Später arbeitete Jeeves für Lord Rowchester für die Zeitdauer von „Ring for Jeeves“. Berties alter Freund Lord 'Chuffy' Chuffnell konnte sich für eine Woche in „Bertie in wilder Erwartung“ glücklich schätzen, nachdem Jeeves bei Bertram Wooster gekündigt hatte, weil Wooster um keinen Preis das Banjo-Spiel aufgeben wollte. Kurzfristig war Jeeves für den US-amerikanischen Millionär J. Washburn Stoker tätig. Allerdings erweist sich seine Beschäftigung bei diesem auch als Finte, um Lord Chuffnells Herzensdame einen Liebesbrief zu überbringen. Der kurzzeitige Arbeitgeberwechsel endet, als Jeeves Bertie Wooster von der Yacht schmuggelt, auf dem dieser von Stoker gefangen gesetzt wurde. Zu den weiteren Arbeitgebern von Jeeves gehört kurzzeitig Augustus (Gussie) Fink-Nottle, der sich in „The Mating Season“ als Bertram Wooster verkleiden musste; schließlich diente er Sir Watkyn Bassett in „Stiff Upper Lip, Jeeves“, um Bertram durch diesen Trick aus dem Gefängnis zu befreien.

## Charakterisierung

### Sprache und Zitate
Jeeves ist durch seine vornehm zurückhaltende Sprachweise gekennzeichnet und unterscheidet sich darin von Bertie Wooster, der zu einer eher saloppen Ausdrucksweise neigt. In seiner Lektüre ist er anders als sein Arbeitgeber sehr anspruchsvoll. Von Bertie lässt er sich nicht nur eine neue Herausgabe der Werke von Baruch de Spinoza schenken (in Ohne mich, Jeeves!), sondern liest auch Nietzsche (einen Autor, von dem er Bertie in Ohne mich, Jeeves! abrät), sowie Dostojewski und die anderen „großen Russen“. Gerne beglückt Jeeves Bertie und dessen Freunde mit Zitaten. Die Quellen, aus denen er dabei schöpft, sind sehr umfangreich. Neben den Werken Shakespeares, der Bibel und Charles Dickens zitiert er gerne die römischen Dichter und Philosophen Lukrez, Plinius den Jüngeren, Mark Aurel, Horaz und Vergil. Nicht weniger textsicher greift er auf die Werke großer englischer, schottischer und irischer Dichter, Schriftsteller und Philosophen wie Percy Shelley, Lord Byron, Alfred Tennyson, Rudyard Kipling, John Keats, Walter Scott, Elizabeth Barrett Browning, Thomas Moore, John Milton, William Ernest Henley, Robert Louis Stevenson, Robert Burns und William Wordsworth zurück. Daneben gehören zu seinem Repertoire auch Zitate aus den Werken der US-Amerikaner John Greenleaf Whittier und Ralph Waldo Emerson. Die gelegentlich auch zitierte Rosie M. Banks dagegen ist eine fiktive Figur – sie ist die Ehefrau von Berties langjährigem Freund Bingo Little und hat sich einen Namen als Autorin von Romanzen gemacht. Richard Usborne weist darauf hin, dass die Liste der zitierten Autoren zwar beeindruckend sei, die genannten Autoren seien jedoch sämtlich Literaturstoff der britischen Oberklasse gewesen.

### Enzyklopädisches Wissen
Jeeves' ungeheures Wissen und seine Weisheit sind sprichwörtlich geworden, so dass eine Internet-Suchmaschine nach ihm benannt wurde (Ask Jeeves). So erläutert er beispielsweise in Ohne mich, Jeeves! seinem Arbeitgeber das Funktionieren des Aktienmarktes und warum es so wesentlich ist, dass Lord Worplesdon, Ehemann von Berties furchteinflößender Tante Agatha, sich im Geheimen mit seinem amerikanischen Geschäftspartner trifft, um eine Fusion der beiden Schifffahrtslinien zu verhandeln. Dies nutzt er auch, um seinem Arbeitgeber eine lateinische Sentenz mit auf den Weg zu geben, auf die dann im Verlauf des Romanes mehrfach angespielt wird. Als Bertie endlich die Zusammenhänge richtig wiedergibt, antwortet Jeeves ihm:

„Ganz recht, Sir. Rem acu tetigisti.“

„Rem …?“

„Acu tetigisti, Sir. Eine lateinische Wendung. Wörtlich bedeutet sie: du hast die Sache mit der Nadel berührt, doch eine idiomatische Übersetzung würde wohl lauten […]“

„[…] den Nagel auf den Kopf getroffen?“

„Genau, Sir.“

„Jawohl, jetzt begreife ich. Sie haben Licht in die Sache gebracht!“

### Mitglied des Junior Ganymede Club
Jeeves ist Mitglied im Junior Ganymede Club, einem Club für Butler und Kammerdiener. Dieser Club führt auch ein Club-Buch, in dem sie die Missetaten ihrer Arbeitgeber niederschreiben. Der Abschnitt „Wooster B“ ist mit elf Seiten der längste in diesem Buch. Als Mitglied des Junior Ganymede Clubs stehen Jeeves jedoch auch Informationen über andere Arbeitgeber offen. In Alter Adel rostet nicht ist es genau das, was Berties Gegenspieler Roderick Spode außer Gefecht setzt. Spode, dessen Figur Wodehouse eng an Oswald Mosley, den Gründer der faschistischen Partei British Union of Fascists (BUF) anlehnte, entwirft mit Leidenschaft Damenunterwäsche und vertreibt sie heimlich in London in dem Laden „Eulalie“. Da diese Leidenschaft seiner politischen Karriere ein Ende setzen würde, haben Jeeves und damit auch Bertie Wooster damit einen Hebel gefunden, um Spode dazu zu zwingen, den Diebstahl eines Polizeihelms auf sich zu nehmen.

### Durchsetzungsfähigkeit
Bertie Wooster ist stolz darauf, einmal einen Artikel zu Tante Dahlias Magazin „Mylady's Boudoir“ beigetragen zu haben. Seinen Artikel mit dem Titel „Was der gut angezogene Herr trägt“ wird von Bertie in mehr als einem Roman erwähnt. Trotz dieses Ausflugs in die Modewelt steht Jeeves einer Reihe von Berties Garderobe-Entscheidungen mehr als skeptisch gegenüber: Taschentücher mit Initialen, Stroh- oder Tirolerhut sowie violette Socken gehören seiner Meinung nach nicht in die Garderobe eines Herren. Zu den insbesondere für die Romane typischen Handlungsbestandteilen gehört es, dass Jeeves zu Beginn der Handlung seine Missbilligung für eines von Berties Accessoires Ausdruck verleiht. Jeeves erweist sich als äußerst durchsetzungsfähig, was die Entfernung dieser von ihm missbilligten Kleidungsstücke betrifft.
Bereits in der Kurzgeschichte Jeeves übernimmt das Ruder (Ersterscheinungsjahr 1916), in der P. G. Wodehouse erläutert, wie Bertie Wooster zu diesem Kammerdiener kommt, gelingt es Jeeves seinem Arbeitgeber einen aus seiner Sicht zu auffällig gemusterten Anzug auszureden. Auch Berties Verlobung mit Lady Florence Craye – einer aus Sicht von Jeeves äußerst unglückliche Partnerwahl – findet dank seines Eingreifens ein schnelles Ende. In Dann eben nicht, Jeeves ist Jeeves mit Berties weißem Dinner-Jacket nicht einverstanden – am Ende sind es Brandflecken, die Jeeves beim Bügeln versehentlich dem Jacket zufügt, die dieses Dinnerjacket aus dem Weg räumen. Der Tirolerhut, auf den Bertie zu Beginn von SOS, Jeeves! so stolz ist, befindet sich am Ende des Romans im Besitz von Sir Watkyns Kammerdiener.
Jeeves erweist sich auch als fähig, sehr viel weitreichendere Entscheidungen durchzusetzen: In Ohne mich, Jeeves! liegt Jeeves viel an einem Sommeraufenthalt in Steeple Bumpleigh, welches Jeeves so hervorragende Angelmöglichkeiten bieten würde und kurze Zeit darauf befindet sich Bertie auf dem Weg dahin. In Alter Adel rostet nicht ist es eine Kreuzfahrt, für die Jeeves bereits zu Beginn des Romans wirbt und der Bertie Wooster am Ende des Romans endlich zustimmt.

### Jeeves als Drahtzieher
In Dann eben nicht, Jeeves, dem zweiten vollumfänglichen Roman mit Bertie Wooster und Jeeves als Protagonisten, ist ein Treiber der Handlung, dass Bertie allmählich eifersüchtig darauf wird, dass Freunde wie Augustus Fink-Nottle und Verwandte wie Tante Dahlia sich an Jeeves wenden, wenn sie in Lebenslagen geraten, in denen sie nicht mehr weiter wissen. Seine Anweisung an Jeeves, dass er seine Rolle als Ratgeber aufgeben und alle Ratsuchenden an ihn verweisen soll, führt jedoch ins Chaos. Die Verwicklungen finden erst dann ihre Auflösung, als Bertie anerkennt, dass Jeeves ihm darin überlegen ist, Liebende wieder zusammenzuführen.

## Die Figur des Jeeves in den Romanen und Kurzgeschichten von Wodehouse

### Kammerdiener und Butler
P. G. Wodehouse hat sich mehrfach außerhalb seiner Romane und Kurzgeschichten zu Butlern und Kammerdienern geäußert. Seine Faszination mit dieser Berufsgruppe erklärte er damit, dass er als Junge von seinen Tanten und seinen im Kirchendienst stehenden Onkeln gelegentlich zu Besuchen in Herrenhäusern mitgenommen wurde. Der im sozialen Umgang eher zurückhaltende Wodehouse wurde bei diesen Besuchen häufiger erlaubt, seinen Tee im Esszimmer der Dienstboten einzunehmen. P. G. Wodehouse hat insgesamt 61 verschiedene Butler in seinem umfangreichen humoristischen Werk beschrieben. Zu den bekanntesten Butlern zählt Beach, Butler des leicht schusseligen Lord Emsworth auf Blandings Castle. Der größte Teil von diesen Butlern sind äußerst ehrfurchtgebietende Personen, wie Jerry Vail, einer der Protagonisten des Romans Schwein oder Nichtschwein, bei Begegnungen mit Butler Beach immer wieder feststellt:

„Nur ein äußerst furchtloser junger Mann ist es, der einen englischen Butler fortwährend und ganz betrachten kann, ohne die Demut eines Wurmes zu empfinden. Alle vorangegangenen Begegnungen Jerrys mit Beach – auf Fluren, in der Halle, beim Lunch und beim Dinner – hatten ihn mit dem Eindruck zurückgelassen, dass seine, Jerry Füße zu groß waren, seine Ohren zu rot und dass sein gesellschaftlicher Status irgendwo zwischen dem eines jugendlichen Verbrechers und eines schlecht gekleideten Aussätzigen lag.“

Kammerdiener dagegen finden im Werk von Wodehouse relativ wenig Erwähnung und wenn, dann ist der Unterschied zu Jeeves sehr groß: der Kammerdiener Meadowes, der in Jeeves übernimmt das Ruder als Vorgänger von Jeeves kurz erwähnt wird, stiehlt die Seidensocken seines Arbeitgebers und Kammerdiener Brinkley, den Bertie in Bertie in wilder Erwartung als Jeeves-Ersatz engagieren muss, singt mit Vorliebe Kirchenhymnen und attackiert seinen Brotgeber alkoholisiert mit einem Tranchiermesser.

### Die Entwicklung der Figur
Die Idee, die sich letztlich in der Gestalt Jeeves manifestierte, gab es schon vor Bertram Wooster. Wodehouse hatte schon lange über einen Butler oder Kammerdiener nachgedacht, der einfach alle Probleme lösen konnte. Ein Charakter namens Reggie Pepper, der Jeeves in vielerlei Hinsicht schon sehr ähnlich war, war Hauptperson in vier Kurzgeschichten. Bald entschloss sich Wodehouse, die Geschichten umzuschreiben: Aus Reggie wurde Bertram Wooster, dieser wurde dann mit Jeeves kombiniert. In seiner Autobiographie „Bring on the Girls!“ beschreibt Wodehouse, dass Jeeves nach Wodehouses echtem Butler Robinson gezeichnet sei, und berichtet von einer Situation, in der Robinson ihm tatsächlich aus einer Patsche geholfen hatte.
Frances Donaldson weist dagegen darauf hin, dass häufig übersehen werde, dass Wodehouse über lange Jahre nicht nur ein Romanautor war, sondern auch für die Bühne schrieb. Viele der Protagonisten, die in Romanen und Erzählungen von Wodehouse auftauchen, hätten als ursprüngliches Vorbild stereotype Figuren des Unterhaltungstheaters. Auf die Frage, ob es ein Vorbild für die Figur des Kammerdieners Jeeves gebe, hat Wodehouse, der notorisch unzuverlässig Auskunft über sein eigenes Leben und Schaffen gab, eine Reihe unterschiedlicher Antworten gegeben. Jedoch schrieb er an seinen langjährigen Freund und Co-Autor Guy Bolton:

„....Als wir zusammen Bring on the Girls machten, habe ich behauptet, ich hätte Jeeves nach einem Buttler ausgestaltet, den ich Robinson nannte. Das stimmt natürlich nicht. Zu Beginn hatte ich kein anderes Vorbild für ihn als den konventionellen Theater-Buttler.“

### Vorläufer in der englischen Literatur
Tatsächlich gibt es in der englischen Literatur mehrere Vorläufer von Jeeves: Sam Weller, Kammerdiener von Mr. Pickwick, ist einer der wesentlichen Protagonisten in dem Charles Dickens’ Roman The Pickwick Papers und ist weltgewandter als sein Dienstherr. In dem britischen Satiremagazin Punch waren gravitätische Kammerdiener – häufig mit dem ungewöhnlichen schottischen Vornamen Jeames versehen – ab den 1860er Jahren eine regelmäßig wiederkehrende Figur. Sir Archie Roylance, eine fiktive Figur der Spionagethriller von John Buchan verfügt über einen Kammerdiener mit enzyklopädischem Wissen, der seinen Arbeitgeber weiterbildet. In J. M. Barries Theaterstück The admirable Crichton ist es der Butler der Familie, der als einziger mit praktischer Lebenserfahrung die Führungsrolle übernimmt, als er mitsamt der Familie seines Arbeitgebers auf einer verlassenen Insel strandet. Cynthia Asquith berichtete in ihren Erinnerungen an den Schriftsteller, dass Barries eigener Butler Thurston lateinische und griechische Texte las während er das Silber polierte und die Gäste seines Arbeitgebers korrigierte, wenn sie falsch zitierten. Richard Usborne weist allerdings darauf hin, dass P. G. Wodehouse J. M. Barrie nur flüchtig kannte, nie in dessen Wohnung zu Gast war und so diesem Butler nie begegnete.

## Verfilmungen, Radiosendungen
Als Kinofilm wurde die Figur zweimal verfilmt: Thank You, Jeeves von 1936 und Step Lively, Jeeves von 1937. In beiden Filmen spielte Arthur Treacher Jeeves, Bertie Wooster wurde im ersten Film von David Niven gespielt, taucht im zweiten aber gar nicht auf.

### BBC 1 – (1960er-Jahre)
Mai 1965 – November 1967: The World of Wooster war eine halbstündige Serie für BBC 1 mit Ian Carmichael als Bertie und Dennis Price als Jeeves. Derek Nimmo spielte Bingo Little.

### BBC-Radio-4-Serie
In den 1970er-Jahren wurde eine Radioserie mit Michael Hordern als Jeeves und Richard Briers als Bertie in BBC Radio 4 gesendet.

### ITV-Serie
In den frühen 1990er-Jahren, spielten Stephen Fry (Jeeves) und Hugh Laurie (Wooster) in Jeeves and Wooster.

## Adaptionen in den Werken anderer Autoren
Cyril Northcote Parkinson schrieb 1981 eine fiktive Biographie Jeeves: A Gentleman's Personal Gentleman (ähnlich wie schon über Horatio Hornblower).
Andrew Lloyd Webber und Alan Ayckbourn verfassten nach dem Jeeves-Motiv das Musical By Jeeves.

## Trivia
Jeeves ist nicht der einzige Dienstbote, der für seinen Dienstherren alles regelt. Lord Emsworth, Protagonist von P. G. Wodehouse' Blandings Castle-Romanen, beschäftigt mit dem schwergewichtigen Sebastian Beach einen Butler, der in mit Jeeves vergleichbarer Weise großen Anteil daran hat, dass sich die Schwierigkeiten, in den sein Brotgeber gerät, in Wohlgefallen auflösen.

## Buchausgaben (englisch)
Jeeves and Bertie erschienen zuerst in „Extricating Young Gussie“, einer im September 1915 erschienenen Kurzgeschichte, in der Jeeves aber nur eine untergeordnete Rolle spielt. Insgesamt gibt es 11 Romane und 35 Kurzgeschichten mit Jeeves.
- The Man with Two Left Feet (1917) – mit zwölf anderen Geschichten
  - „Extricating Young Gussie“ – erste Veröffentlichung mit Jeeves and Bertie zusammen
- My Man Jeeves (1919), neu Everymans Library 2006, ISBN 1-84159-146-7 – als vier von acht Geschichten:
  - „Leave it to Jeeves“
  - „Jeeves and the Unbidden Guest“
  - „Jeeves and the Hard-boiled Egg“
  - „The Aunt and the Sluggard“
- The Inimitable Jeeves (1923), Penguin, ISBN 0-14-028412-5 . Deutscher Titel: Der unvergleichliche Jeeves. Ursprünglich ein Roman mit 18 Kapiteln, aber meist als elf Kurzgeschichten veröffentlicht:
  - „Jeeves Exerts the Old Cerebellum“ with „No Wedding Bells for Bingo“ (auch zusammen als Jeeves in the Springtime)
  - „Aunt Agatha Speaks Her Mind“ mit „Pearls Mean Tears“ (zusammen „Aunt Agatha Takes the Count“)
  - „The Pride of the Woosters is Wounded“ mit „The Hero's Reward“ (zusammen „Scoring Off Jeeves“)
  - „Introducing Claude and Eustace“ mit „Sir Roderick Comes to Lunch“ (zusammen „Sir Roderick Comes to Lunch“)
  - „A Letter of Introduction“ mit „Startling Dressiness of a Lift Attendant“ (zusammen „Jeeves and the Chump Cyril“)
  - „Comrade Bingo“ mit „Bingo Has a Bad Goodwood“ (zusammen „Comrade Bingo“)
  - „The Great Sermon Handicap“
  - „The Purity of the Turf“
  - „The Metropolitan Touch“
  - „The Delayed Exit of Claude and Eustace“
  - „Bingo and the Little Woman“ mit „All's Well“ (zusammen „Bingo and the Little Woman“)
- Carry on, Jeeves (1925), Penguin 1999, ISBN 0-14-028408-7 – zehn Geschichten:
  - „Jeeves Takes Charge“, erzählt sein erstes Zusammentreffen mit Bertie,
  - „The Artistic Career of Corky“, Neufassung von „Leave it to Jeeves“ aus My Man Jeeves
  - „Jeeves and the Unbidden Guest“, zuerst in My Man Jeeves
  - „Jeeves and the Hard-boiled Egg“, zuerst in My Man Jeeves
  - „The Aunt and the Sluggard“, zuerst in My Man Jeeves
  - „The Rummy Affair of Old Biffy“
  - „Without the Option“
  - „Fixing it for Freddie“, eine Neufassung der „Reggie-Pepper“-Geschichte, „Helping Freddie“, zuerst erschienen in My Man Jeeves
  - „Clustering Round Young Bingo“
  - „Bertie Changes His Mind“ – die einzige von Jeeves erzählte Geschichte
- Very Good, Jeeves (1930), Penguin ISBN 0-14-028410-9 – elf Geschichten:
  - „Jeeves and the Impending Doom“
  - „The Inferiority Complex of Old Sippy“
  - „Jeeves and the Yule-tide Spirit“ (US-Titel: Jeeves and the Yuletide Spirit)
  - „Jeeves and the Song of Songs“
  - „Episode of the Dog McIntosh“ (US-Titel: Jeeves and the Dog McIntosh)
  - „The Spot of Art“ (US-Titel: Jeeves and the Spot of Art)
  - „Jeeves and the Kid Clementina“
  - „The Love That Purifies“ (US-Titel: Jeeves and the Love That Purifies)
  - „Jeeves and the Old School Chum“
  - „The Indian Summer of an Uncle“
  - „The Ordeal of Young Tuppy“ (US-Titel: Tuppy Changes His Mind)
- Thank You, Jeeves (1934) – der erste längere Jeeves-Roman, neu Penguin, ISBN 0-14-028116-9. Unter den deutschen Titel Bertie in wilder Erwartung und Besten Dank, Jeeves! veröffentlicht.
- Right Ho, Jeeves (1934) (US-Titel: Brinkley Manor), Penguin, ISBN 0-14-028409-5, deutscher Titel: Dann eben nicht, Jeeves
- The Code of the Woosters (1938), neu Penguin 2001, ISBN 0-14-118597-X, deutscher Titel Alter Adel rostet nicht
- Joy in the Morning (1946) (US-Titel: Jeeves in the Morning), neu Penguin 1999, ISBN 0-14-028117-7, deutscher Titel Ohne mich, Jeeves!
- The Mating Season (1949), neu mit den Romanen Right Ho, Jeeves und The Code of the Woosters in Jeeves and Wooster Omnibus, Penguin 2001, ISBN 0-14-028469-9
- Ring for Jeeves (1953) – Der einzige Roman mit Jeeves ohne Bertie (US-Titel: The Return of Jeeves), Penguin 1999, ISBN 0-14-028118-5
- Jeeves and the Feudal Spirit (1954) (US-Titel: Bertie Wooster Sees It Through), Penguin 1999, ISBN 0-14-028120-7
- A Few Quick Ones (1959) – eine Kurzgeschichte mit neun anderen
  - „Jeeves Makes an Omelette“, Neufassung einer Reggie-Pepper-Geschichte aus My Man Jeeves
- Jeeves in the Offing (1960) (US-Titel: How Right You Are, Jeeves)
- Stiff Upper Lip, Jeeves (1963), neu Penguin 1999, ISBN 0-14-002479-4.
- Plum Pie (1966) – eine Kurzgeschichte unter acht anderen.
  - „Jeeves and the Greasy Bird“
- Much Obliged, Jeeves (1971) (US-Titel: Jeeves and the Tie That Binds), Penguin 1999, ISBN 0-14-005102-3
- Aunts Aren't Gentlemen (1974) (US-Titel: The Cat-Nappers), Penguin 1999, ISBN 0-14-004192-3

## Deutsche Ausgaben
- Ohne mich Jeeves (Joy in the Morning), auch: Schwamm drüber, Sir (dtv 1985); Stuttgarter Verlag 1950 (als Zu Hilfe Jeeves), sowie Epoca 2002 und Suhrkamp, ISBN 3-518-45838-8
- Dann eben nicht Jeeves (Right Ho, Jeeves), dtv 1981, 1991 und Rowohlt 1997
- Jeeves ist eine Klasse für sich (Very Good, Jeeves), dtv 1992 (zuerst Jeeves rettet die Situation, Goldmann 1933)
- Jeeves Takes Charge/Jeeves übernimmt das Ruder (zweisprachig), dtv 1979
- SOS, Jeeves! (Stiff Upper Lip, Jeeves), Epoca sowie Suhrkamp 2007, ISBN 3-518-45839-6, auch als Was tun Jeeves?, Goldmann 1980
- Wo bleibt Jeeves? (Jeeves in the Offing), Epoca, Zürich 2006, ISBN 3-905513-41-2, auch als Keine Ferien für Jeeves, Goldmann 1975, 1984
- Geschichten von Jeeves und Wooster, Rowohlt 1996
- Weiter so Jeeves (Carry on, Jeeves), Rowohlt 1996
- Der unvergleichliche Jeeves (The Inimitable Jeeves), Rowohlt 1995
- Bertie in wilder Erwartung (Thank You, Jeeves), dtv 1988 (zuerst Zinnenverlag 1934 als Besten Dank, Jeeves)
- Alter Adel rostet nicht (The Code of the Woosters), dtv 1986
- Adel vergißt sich (Jeeves and the Feudal Spirit), dtv 1984
- Fünf vor zwölf, Jeeves! (Aunt's aren't Gentlemen), Goldmann 1981
- Ohne Butler geht es nicht (Much Obliged, Jeeves), Goldmann 1977
- Jeeves macht alles (My Man Jeeves), Stuttgart, J. Engelhorns Nachfolger 1929

## Einzelbelege
1. ↑  The best British novel of all times – have international critics found it? The Guardian, aufgerufen am 6. Februar 2016
2. ↑  John le Carré; Personal Best: Right Ho, Jeeves, Salon, 30. September 1996, aufgerufen am 24. April 2016.
3. ↑  Evelyn Waugh, The Sunday Times Magazine. 16. Juli 1961
4. 1 2 3  Usborne: Plum Sauce. A P. G. Wodehouse Companion. S. 82.
5. ↑  P. G. Wodehouse: Ohne mich, Jeeves!, S. 28. Übersetzung von Thomas Schlachter.
6. ↑  Usborne: Plum Sauce. A P. G. Wodehouse Companion. S. 174.
7. ↑  Usborne: Plum Sauce. A P. G. Wodehouse Companion. S. 82.
8. ↑  Richard Usborne: Plum Sauce. A P. G. Wodehouse Companion. Overlook, Woodstock/NY 2003, ISBN 1-58567-441-9. S. 99
9. ↑  P. G. Wodehouse: Schwein oder Nichtschwein. S. 187.
10. ↑  Donaldson: P. G. Wodehouse: A Biography. S. 13.
11. 1 2 3 4  Usborne: Plum Sauce. A P. G. Wodehouse Companion. S. 83.
12. ↑  Usborne: Plum Sauce. A P. G. Wodehouse Companion. S. 84.